# Comitatul Allen, Indiana
Comitatul Allen, conform originalului din limba engleză, Allen County, este unul din cele 93 de comitate ale statului american Indiana. Conform recensământului Statelor Unite Census 2000, efectuat de United States Census Bureau, populația totală a comitatului era de 350.323 de locuitori. Reședința comitatului și cea mai mare localitate a comitatului este orașul Fort Wayne GR6.
Allen County este cel mai mare comitat ca suprafață din statul Indiana al Statelor Unite ale Americii. În același timp, comitatul Allen se găsește într-un cerc de rază de aproximativ 400 de km (sau 250 de mile), alături de orașele Chicago, Columbus, Detroit și Indianapolis, în care se găsește aproximativ 17 procente din populația totală a Statelor Unite ale Americii.  Economia comitatului se bazează mai ales pe manufacturare, educație, sănătate și agricultură.

## Demografie
|  | Graficele sunt indisponibile din cauza unor probleme tehnice. Mai multe informații se găsesc la Phabricator și la wiki-ul MediaWiki. |

Date: Wikidata - grafică realizată de Wikipedia